# قطب‌آباد (بندرعباس)
قطب‌آباد، روستایی در دهستان گهره بخش فین شهرستان بندرعباس در استان هرمزگان ایران است. این روستا، مرکز دهستان گهره است.

## جمعیت
بر پایه سرشماری عمومی نفوس و مسکن در سال ۱۳۹۵، جمعیت این روستا برابر با ۵۲۲ نفر (۱۷۵ خانوار) بوده‌است.